# شانون جاي وول
شانون جاي وول (بالإنجليزية: Shannon J. Wall)‏ هو نقابي أمريكي، ولد في 4 مارس 1919، وتوفي في 2 فبراير 2007.